# Ridotto (nave)
Il ridotto o ridotto corazzato nelle navi militari era la zona dello scafo della nave protetta da una forte corazzatura allo scopo di proteggere le parti più importanti della nave quali le artiglierie, l'apparato motore, i depositi munizioni. Il ridotto era generalmente situato nella parte centrale della nave e si estendeva dal deposito della prima torre prodiera a quello dell'ultima torre di poppa. Fuori dal ridotto a poppa la timoneria era protetta da un altro strato di corazzatura.
Le navi a ridotto corazzato vennero costruite nella parte finale del XIX secolo e nella prima metà del XX secolo; si trattave di grandi navi di linea, quali le corazzate, gli incrociatori, ma anche grandi esploratori oceanici che avevano un ridotto fortemente protetto, a centro nave, chiamato anche cittadella.